# Cynognat
Cynognathus – rodzaj synapsyda z rodziny Cynognathidae w obrębie rzędu terapsydów (Therapsida). Żył w okresie triasu (210 mln lat temu) na obszarze Gondwany. Prawdopodobnie posiadał sierść. Długość ciała 1,5 m; masa ok. 50 kg. Drapieżny, zęby zróżnicowane na siekacze, kły i trzonowe (podobnie jak u ssaków). Posiadał także wtórne podniebienie kostne w czaszce, dzięki czemu mógł pobierać pokarm i żuć bez przerywania oddychania (niezbędny warunek uzyskania stałocieplności).
Etymologia nazwy rodzajowej: gr. κυων kuōn, κυνος kunos„pies”; γναθος gnathos „żuchwa”. 
Układ kości szczęk i ucha nie pozwala go jeszcze zaliczyć do ssaków, ale jest to klasyfikacja na granicy kryteriów. Przypuszcza się, że mógł on być przodkiem ssaków.

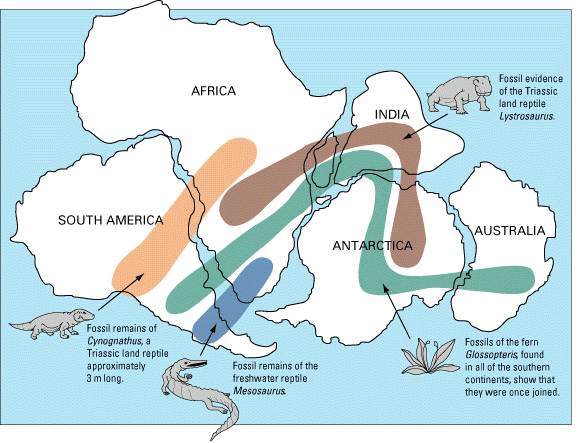
zasięg występowania rodzaju Cynognathus na podstawie odnalezionych skamieniałości